# ECPA-Schmerzskala
Eine ECPA-Schmerzskala oder ein ECPA-Schmerzschema (frz.: ECPA - Echelle comportementale de la douleur pour personnes âgées non communicantes) ist ein Pflegeassessmentinstrument zur Erfassung von Schmerzen und Beurteilung der Wirksamkeit einer Schmerztherapie bei stark kommunikationseingeschränkten Pflegebedürftigen und Patienten. Dies betrifft insbesondere ältere Demenzkranke, die Schmerzen aufgrund ihrer kognitiven und kommunikativen Einschränkung entweder nicht adäquat äußern können oder aber den Schmerz einem falschen Körperteil zuordnen. Das seit 1993 in Frankreich entwickelte und validierte System zur Schmerzeinschätzung basiert auf der Beobachtung des Betroffenen in drei verschiedenen Bereichen, die als Dimensionen bezeichnet werden und in einzelne Items unterteilt sind.
- Dimension I: Beurteilung des Verhaltens außerhalb der Pflege, hierbei werden verbale Äußerungen, Mimik und Haltung des Betroffenen beobachtet.
- Dimension II: Beurteilung des Verhaltens während der Pflege, hierbei werden Anzeichen von Angst, Abwehrverhalten, Mobilisationsbeteiligung, verbale Äußerungen und Schmerzreaktionen bei der Pflege einbezogen.
- Dimension III: Beobachtung der gewohnten Aktivitäten, hierbei fließen Veränderungen im Schlafverhalten, beim Appetit, der Bewegung und der vorhandenen Kommunikation und Kontaktfähigkeit  in die Beurteilung des Schmerzes ein.

Die Beurteilung und Anwendung von ECPA-Schmerzskalen wird vor allem durch das betreuende Pflegepersonal durchgeführt, da diese durch die Nähe zum und die Beobachtung des Betroffenen auch kleinste Veränderungen in den einzelnen Items wahrnehmen können. Sowohl die Beobachtungen durch behandelnde Ärzte, andere Therapeuten und die Angehörigen fließen im Idealfall dabei in die Schmerzerfassung mit ein. Im Abstand von mehreren Tagen wird die ECPA-Schmerzskala von den betreuenden Pflegekräften oder dem multiprofessionellen Team bearbeitet, das in Punkten errechnete Ergebnis (Score) dient anschließend als Grundlage der Schmerztherapie und der Wirksamkeitsbeurteilung.